# Acronicta tegminalis
Acronicta tegminalis är en fjärilsart som beskrevs av Shigero Sugi 1979. Acronicta tegminalis ingår i släktet Acronicta och familjen nattflyn. Inga underarter finns listade i Catalogue of Life.